# Still Loving You
〈Still Loving You〉는 독일의 록 밴드 스콜피언스의 파워 발라드다. 1984년 7월, 아홉 번째 스튜디오 음반 《Love at First Sting》(1984년)의 두 번째 싱글로 발매되었다. 이 곡은 빌보드 핫 100에서 64위에 올랐다.

## 배경
루돌프 쉥커는 송팩츠와의 인터뷰에서 "그들은 그것이 끝날 수도 있다는 것을 인정했지만 다시 한번 시도해보자"고 설명했다.

## 뮤직 비디오
뮤직 비디오는 1984년 7월 발매되었으며, 텍사스주 댈러스에서 리유니언 아레나에서 촬영되었다.

## 인증
| 국가          | 인증     | 판매량/출하량 |
| ------------- | -------- | ------------- |
| 프랑스 (SNEP) | 플래티넘 | 1,100,000     |
|               |          |               |